# Chloropoea albifascia
Chloropoea albifascia är en fjärilsart som beskrevs av Jackson 1951. Chloropoea albifascia ingår i släktet Chloropoea och familjen praktfjärilar. Inga underarter finns listade i Catalogue of Life.